# Часы (журнал)
«Часы» — литературный журнал самиздата. Издавался в Ленинграде в 1976—1990 гг. Вышло 80 номеров.

## История
1-й номер вышел в июне 1976 г. под редакцией прозаика и журналиста Бориса Ивановича Иванова при участии поэта и правозащитницы Юлии Вознесенской. С № 4 соредактором журнала стал Б. В. Останин. Позже в редколлегию входили также И. А. Адамацкий, В. Э. Долинин, А. Т. Драгомощенко, С. И. Коровин, Ю. В. Новиков, С. С. Шефф.
Журнал выходил с периодичностью 6 номеров в год, объёмом 250—300 машинописных страниц обычного формата в ручном переплете, тиражом 10 экземпляров. Распространялся в основном в Ленинграде и Москве.
Имелись разделы: прозы, поэзии, литературной критики, переводов (в числе переводчиков выступали Б. В. Останин, В. В. Антонов, М. Ханан, М. Иоссель, С. А. Хренов, В. Л. Молот, Т. М. Горичева и др. С № 12 публиковалась хроника культурных событий — обзоры художественных выставок, отчеты о докладах на квартирных семинарах и литературных вечерах, другая информация о событиях неофициальной культурной жизни. С № 31 (1981) печатались статьи Е. С. Барбана о джазе и С. А. Хренова о рок-музыкантах, с № 41 (1982) — фоторепродукции с картин художников-нонконформистов (отдел изобразительного искусства вели Ю. В. Новиков, В. В. Антонов и С. С. Шефф).
Журнал опубликовал произведения более 400 авторов. Отдельными приложениями к нему были опубликованы: романы «Расположение среди домов и деревьев» А. Т. Драгомощенко и «Отражение в зеркале с несколькими снами» М. Ю. Берга, собрания стихов Е. А. Игнатовой, Е. А. Шварц, В. Б. Кривулина и С. Г. Стратановского, «Избранное» Л. Л. Аронзона (составитель Е. А. Шварц), сборник «Памяти Л. Аронзона» (составители Вл. Эрль и А. И. Степанов), «Статьи о Достоевском» Г. Померанца, биобиблиографический словарь «Художники России за рубежом» Д. Я. Северюхина и О. Л. Лейкинда (в 3-х томах), сборник статей о неофициальном художественном движении «Галерея» (под ред. С. В. Ковальского, Ю. В. Новикова и Б. И. Иванова), переводы «Тибетской книги мертвых», трилогии «Моллой», «Мэлон умирает» и «Безымянный» С. Беккета, «Учение дона Хуана» и «Особая реальность» К. Кастанеды, «Письма Баламута: Избранные трактаты» К. Льюиса, «Дом свиданий» Роб-Грийе, «Мудрая кровь» Ф. О’Коннор.
Редколлегия инициировала ряд общекультурных проектов, не связанных напрямую с журналом. По её инициативе в 1978 г. была учреждена действующая до настоящего времени Премия Андрея Белого, проведены две конференции неофициального культурного движения (1979) и создан Клуб-81 (1981), который позволил до некоторой степени легализовать общественно-культурную деятельность неофициальных литераторов и дал возможность выпустить в печати литературно-художественный сборник «Круг» (Л.: Сов. писатель, 1985). В 2011 г. в Литературно-мемориальном музее А. А. Ахматовой в С.-Петербурге состоялся вечер, посвященный 35-летию со дня выхода первого номера журнала.
Полное собрание журнала «Часы» (1976—1990) доступно на сайте архива Центра Андрея Белого (недоступная ссылка).